# Somewhere Between (televisieserie)
Somewhere Between is een Amerikaanse dramaserie in opdracht van ABC en geproduceerd door ITV Studios America en Thunderbird Entertainment. De serie is een Amerikaanse bewerking van de Koreaanse mystery-dramaserie God's Gift: 14 Days, die werd uitgezonden op SBS. De serie volgt een moeder die het lot van de moord op haar dochter probeert te veranderen. De hoofdrol wordt vertolkt door Paula Patton, terwijl Stephen Tolkin fungeert als schrijver en uitvoerend producent. De productie begon op 7 maart 2017 in Vancouver. De serie ging in première als zomervervanger op 24 juli 2017 en werd na een seizoen van 10 afleveringen geannuleerd.

## Rolverdeling
| Acteur                 | Personage            |
| ---------------------- | -------------------- |
| Paula Patton           | Laura Price          |
| Devon Sawa             | Nico Jackson         |
| JR Bourne              | Thomas "Tom" Price   |
| Aria Birch             | Serena Price         |
| Catherine Barroll      | Grace Jackson        |
| Camille Mitchell       | Esperanza            |
| Samantha Ferris        | Capt. Kendra Sarneau |
| Noel Johansen          | Danny Jackson        |
| Imogen Tear            | Ruby Jackson         |
| Carmel Amit            | Jenny                |
| Michael St. John Smith | Gov. Preston DeKizer |
| Rebecca Staab          | Colleen DeKizer      |
| Serge Houde            | Richard Ruskin       |